# Chris Frith
Christopher Donald Frith (Cross in Hand, 16 marzo 1942) è uno psicologo britannico.
È professore emerito presso il Wellcome Trust Center for Neuroimaging presso lo University College di Londra.  È stato inoltre Visiting Professor presso l'Interacting Minds Center presso Aarhus University e Research Fellow presso l'Institute of Philosophy e Quondam Fellow di All Souls College, Oxford.

## Formazione
Chris Frith è nato nel 1942 a Cross in Hand, nel Sussex, e si è formato alla Leys School di Cambridge, prima di studiare Scienze Naturali all'Università di Cambridge come studente del Christ's College di Cambridge. Dopo la laurea, ha conseguito un diploma in psicopatologia e un dottorato di ricerca presso l'Istituto di psichiatria del King's College di Londra nel 1969 sotto la supervisione di Hans Eysenck.

## Ricerca
Il suo interesse di ricerca primario riguarda le applicazioni delle tecniche di neuroimmagine funzionale allo studio della cognizione sociale, sebbene sia anche ben noto per il suo contributo fondamentale nel descrivere le basi cognitive della schizofrenia.
Ha pubblicato oltre 500 articoli su riviste peer reviewed e ha un h-index di 229 secondo Google Scholar. È autore di una serie di importanti libri di neuroscienze, tra cui il classico The Cognitive Neuropsychology of Schizophrenia (1992/2015) e il popolare libro Making up the Mind (2007), in italiano intitolato Inventare la mente (2009), che è stato in lizza per i Royal Society Prizes for Science Books nel 2008.

### Premi e riconoscimenti
Frith è stato eletto Fellow of the Royal Society (FRS) nel 2000, Fellow of the British Academy (FBA) nel 2008 e Fellow dell'American Association for the Advancement of Science nel 2000.
Nel settembre 2008, un festschrift è stato organizzato in suo onore dal Wellcome Trust Center for Neuroimaging e dall'Institute of Cognitive Neuroscience. Nel 2009 è stato insignito del Premio della Fondazione Fyssen per il suo lavoro sulla neuropsicologia; inoltre, lui e la moglie e collega Uta Frith hanno ricevuto il Premio Latsis europeo per il loro lavoro che collega la mente umana e il cervello umano. Nel 2014, sempre insieme a Uta Frith ha ricevuto il Premio Jean Nicod per il loro lavoro sulla cognizione sociale.

## Vita privata
Chris Frith è il fratello del chitarrista Fred Frith e del musicologo Simon Frith. È il marito di Uta Frith, importante psicologa dello sviluppo. Nel 2008 sono stati oggetto di un doppio ritratto di Emma Wesley. Insieme hanno due figli.